# Nueva-Carteya
Nueva-Carteya är en ort i Spanien.   Den ligger i provinsen Province of Córdoba och regionen Andalusien, i den södra delen av landet, 300 km söder om huvudstaden Madrid. Nueva-Carteya ligger 437 meter över havet och antalet invånare är 5 561.
Terrängen runt Nueva-Carteya är huvudsakligen kuperad, men åt nordväst är den platt. Terrängen runt Nueva-Carteya sluttar norrut. Runt Nueva-Carteya är det ganska tätbefolkat, med 80 invånare per kvadratkilometer. Närmaste större samhälle är Cabra, 12,8 km söder om Nueva-Carteya. Trakten runt Nueva-Carteya består till största delen av jordbruksmark.